# Priefamtannkogel
Der Priefamtannkogel ist ein 502 m ü. A. hoher Berg im Wienerwald in Niederösterreich.
Er befindet sich im Grenzgebiet der Bezirke Baden und Mödling bzw. den Gemeinden Wienerwald und Alland, auf dessen Gemeindegebiet sich auch sein Gipfel befindet. Dieser wird von einem zweiten Gipfel, der sich westlich davon befindet, um 3 Meter überragt: Der Steinkampl ist 505 m ü. A. hoch.
Der Priefamtannkogel ist ein beliebtes Ausflugsziel und wird von mehreren Wanderwegen erschlossen.